# Nymphon stocki
Nymphon stocki is een zeespin uit de familie Nymphonidae. De soort behoort tot het geslacht Nymphon. Nymphon stocki werd in 1955 voor het eerst wetenschappelijk beschreven door Utinomi. 